# Act.1 The Little Mermaid
『Act.1 The Little Mermaid』(アクトワン・ザ・リトル・マーメイド)は、韓国のアイドルユニットGugudanの最初のミニアルバムである。

## 収録曲
1. Wonderland - 3:05
2. 雲の上へ(구름 위로) - 3:14
3. Good Boy - 2:54
4. 日記(일기) (Diary) - 3:38
5. Maybe Tomorrow - 4:49
6. Wonderland (Inst.) - 3:05